# Rue Désiré-Lelay
La rue Désiré-Lelay est une voie de communication de Saint-Denis, et située dans son centre historique.

## Situation et accès

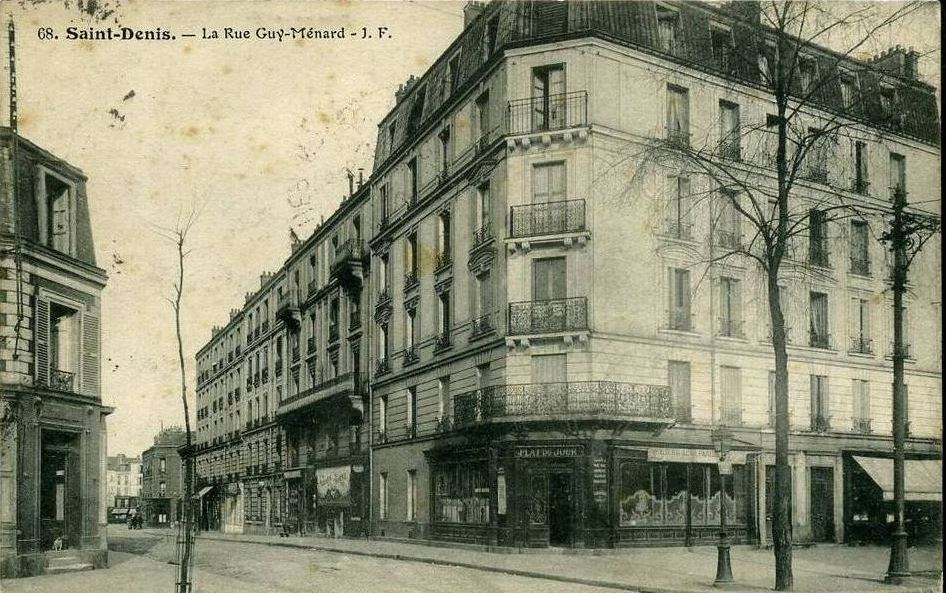
Rue Désiré-Lelay, du boulevard Marcel-Sembat, au nord-est. Les deux immeubles d'angle existent encore.

La rue se trouve à proximité de l'école Saint-Jean-Baptiste-de-la-Salle, construit sur des bâtiments appartenant à une congrégation religieuse.
Accès
- Ligne 8 du tramway d'Île-de-France

## Origine du nom

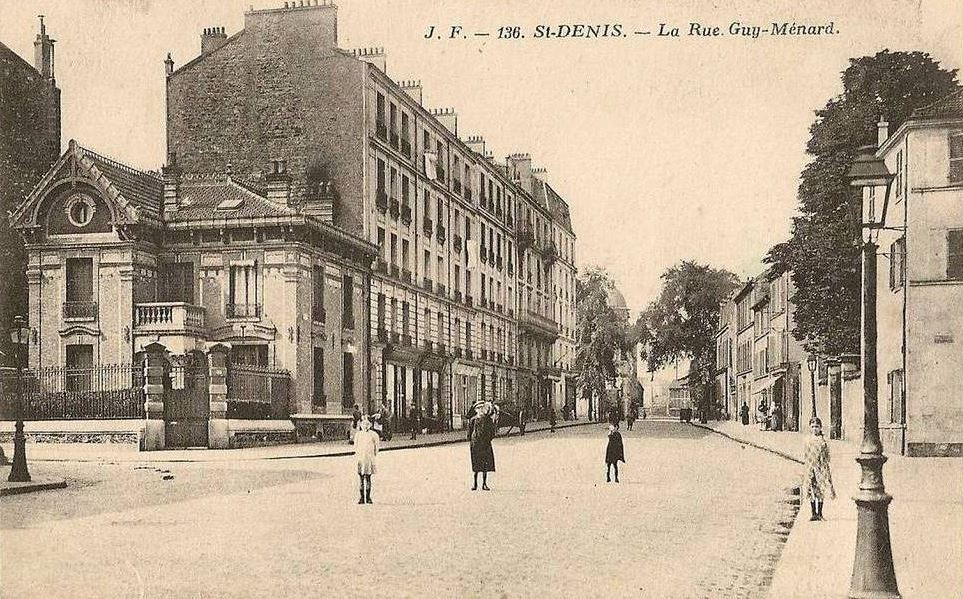
La rue Désiré-Le Lay, vers le sud-ouest, au coin de la rue Riant, marqué par une maison toujours présente.

Son nouveau nom rend hommage à Désiré Julien Le Lay (1901-1943), résistant, conseiller municipal de Saint-Denis.

## Historique
Cette voie s'appelait autrefois « rue Guy-Ménard », du nom du propriétaire des terrains sur lesquels la rue a été percée,.

## Bâtiments remarquables et lieux de mémoire
- Musée d'art et d'histoire de Saint-Denis,
- Square Pierre-de-Geyter